# Rutylapa juxta
Rutylapa juxta är en tvåvingeart som först beskrevs av Senior-white 1922.  Rutylapa juxta ingår i släktet Rutylapa och familjen platthornsmyggor.
Artens utbredningsområde är Sri Lanka. Inga underarter finns listade i Catalogue of Life.